# Bernard Hinault
Bernard Hinault (* 14. listopadu 1954, Yffiniac, Bretaň) je bývalý francouzský profesionální cyklista. Proslavil se jako pětinásobný vítěz závodu Tour de France. Je jedním ze sedmi cyklistů, kteří vyhráli všechny tři závody Grand Tour (Tour, Giro, Vuelta), společně s Alberto Contadorem jsou jedinými závodníky, kteří vyhráli každý z těchto závodů více než jednou. Vyhrál celkové pořadí Tour de France v letech 1978, 1979, 1981, 1982 a 1985, byl druhý v letech 1984 a 1986, v žádné Tour de France, kterou dokončil, nebyl horší než druhý. Vyhrál celkem 28 etap, z toho 13 byly individuální časovky.
Hinault měl přezdívku Le Blaireau, jezevec, údajně je to zvíře, které chytí a nepustí svoji kořist.